# Bleckeder Löwe
Bleckeder Löwe war der letzte Name eines Fahrgastschiffes, das zuletzt in Bleckede beheimatet gewesen war.

## Geschichte
Das Schiff wurde 1957 auf der Schiffswerft Clausen in Oberwinter gebaut und erhielt zunächst den Namen Stadt Kettwig. 1975 gehörte es zur Flotte der Betriebe der Stadt Mülheim an der Ruhr. Laut Günter Benja war das Schiff damals noch für die Beförderung von 286 Personen zugelassen. Es war nach Benjas Angaben 26 Meter lang und 5,2 Meter breit und hatte einen Tiefgang von 1,02 Metern. Die Maschinenleistung von 170 PS reichte aus, um eine Geschwindigkeit von 15 km/h zu erreichen.
Den Namen Stadt Kettwig trug das Schiff bis 1996, danach kam es als Bleckeder Löwe zu Adolf Haak nach Bleckede. Dieter Schubert gibt im Jahr 2000 dieselben Maße für das Schiff an wie einst Benja, allerdings einen Tiefgang von nur 0,84 Metern. Zu Schuberts Zeit durfte das Schiff noch 269 Personen befördern. Im April 1999 veranstaltete Haak mit dem Schiff eine Fahrt von Bleckede nach Bad Schandau. Die 25 Fahrgäste übernachteten unterwegs in Hotels. Am 6. September desselben Jahres fiel das Schiff in Bleckede einer Brandstiftung zum Opfer. Es wurde auf der Werft in Haren (Ems) wieder aufgebaut und sollte in der Saison 2000 wieder als Fahrgastschiff eingesetzt werden.
Am 27. April 2008 brannte das Schiff erneut. Die Ursache des Brandes, der in einem als Abstellraum genutzten Raum des Unterdecks ausbrach, soll ein technischer Defekt gewesen sein. Danach sollte das Schiff eigentlich auf der Peute verschrottet werden, wurde aber stattdessen zu einem Wohnschiff umgebaut, das seinen Platz im Spreehafen in Hamburg fand.